# Thompsoninsel (Südatlantik)
Koordinaten: 53° 56′ S, 5° 30′ O

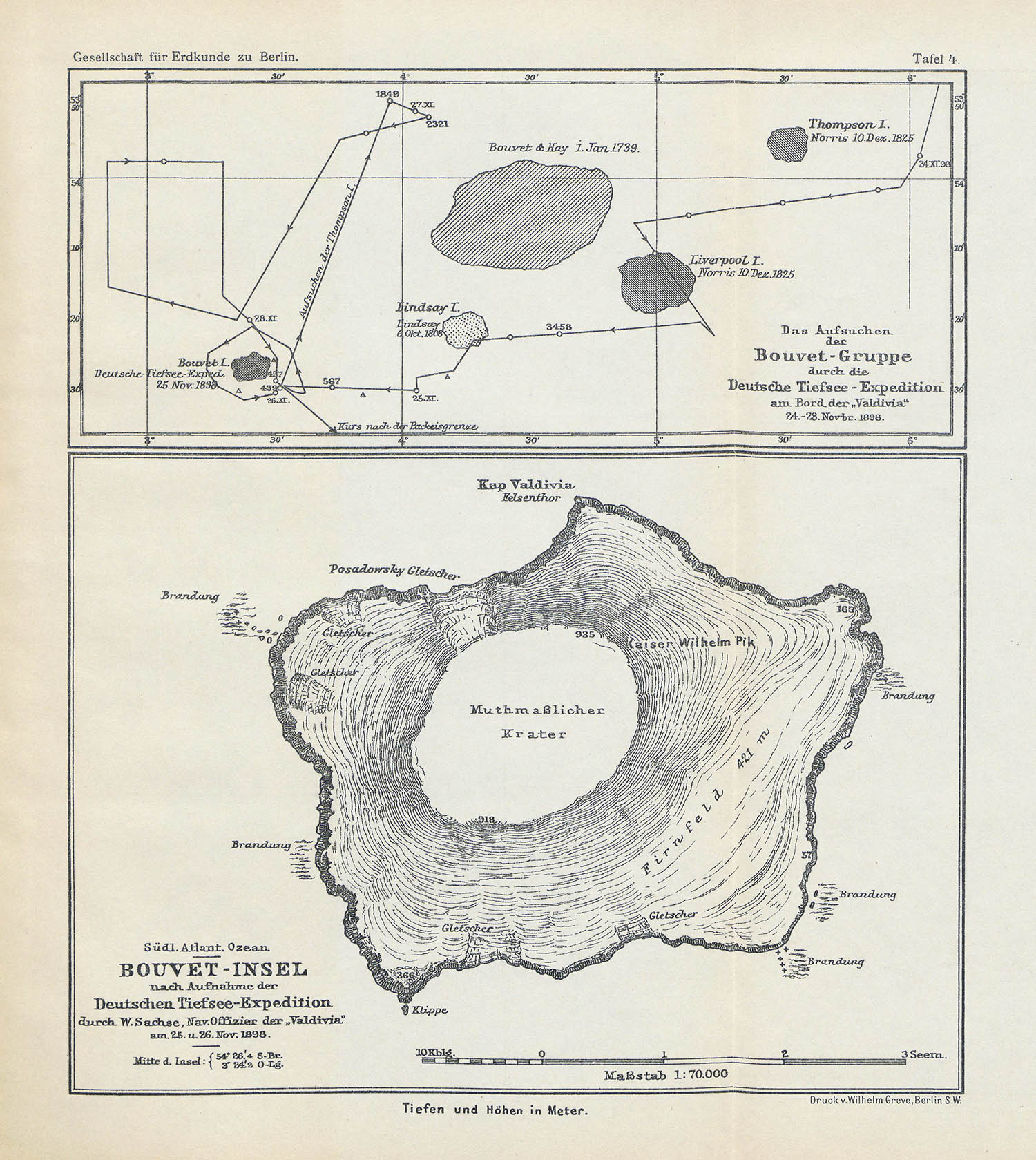
Karte der Bouvetinsel von 1898, mit Thompson I.

Die Thompsoninsel (englisch Thompson Island) ist eine Phantominsel im südlichen Atlantischen Ozean. Sie soll sich etwa 150 km nordöstlich der zu Norwegen gehörenden Bouvetinsel befunden haben. Sie gehört zur Bouvet-Gruppe.

## Vorgeschichte
Am 6. Oktober 1808 sichtete Kapitän James Lindsay von der Swan die Bouvetinsel unter 54° 22′ S; 4° 15′ E von neuem. Da ihm die Erstentdeckung Bouvet de Loziers von 1739 nicht bekannt war, hielt er seine Inselsichtung, die später ‚Lindsay-Insel‘ genannt wurde, für eine Neuentdeckung. Die nächste Sichtung der Bouvetinsel erfolgte durch Kapitän George Norris von der Sprightly am 10. Dezember 1825. Er nannte die – real existierende – Insel Liverpool Island, landete dort am 16. Dezember und ergriff formell im Namen des britischen Königs Georg IV. Besitz von ihr.

## Die Thompson-Insel
Zwischen dem 13. und 16. Dezember 1825 befuhr Norris das Gebiet im Nordosten der Lindsay- bzw. Liverpool-Insel und entdeckte eine vermeintliche zweite Insel. Sie war klein und niedrig mit gewaltiger Brandung. Drei Meilen südöstlich dieser zweiten Insel fand er drei Felsinselchen und wiederum drei Meilen weiter südlich davon einen einsamen Felsen. Norris benannte die Insel im Nordosten der Lindsay/Liverpool-Insel Thompson Island und die drei Felsinselchen nach ihrer Form Chimneys (dt. „die Schornsteine“). 
Die Positionen dieser Neuentdeckungen trug Norris in eine Karte ein. Allerdings stimmen die Positionsangaben der Thompson-Insel auf dieser Karte nicht mit denen von Norris’ Logbuch überein. 1853 erschienen Lindsay Island, Bouvet or Liverpool Island, Thompson Island und The Chimneys auf einer Seekarte der Britischen Admiralität.
1893 will der US-amerikanische Kapitän Joseph J. Fuller (1839–1920) auf der Francis Allyn die Thompsoninsel wiedergesichtet haben.
Als die deutsche Valdivia-Expedition im November 1898 eine genaue Positionsbestimmung der Insel vornehmen wollte, konnte diese jedoch nicht aufgefunden werden. Im Rahmen der Norwegian Antarctic Expedition (1928 bis 1929) wurde die Thompsoninsel von Ola Olstad und Nils Larsen endgültig für „nicht existent“ erklärt.
Nach Hubert Lamb könnte die Insel möglicherweise als Folge einer vulkanischen Eruption zwischen 1893 und 1898 untergegangen sein. An der von Norris angegebenen Position ist das Meer allerdings 2.400 m tief.
Gesichtet wurde die Thompsoninsel demnach nur durch Norris. Fullers angebliche Zweitsichtung 1893 – er beschreibt die Bouvetinsel fast wörtlich übereinstimmend mit Norris’ Tagebuch – muss also ernsthaft in Frage gestellt werden.
Es kann heute als gesichert angesehen werden, dass es sich bei der Thompsoninsel, den Chimneys sowie dem isolierten Einzelfelsen um treibende Eisberge handelte, die aufgrund von Gesteinseinschlüssen eine dunkle Farbe aufwiesen. Die Vorstellung einer mehrgliedrigen Inselgruppe konnte entstehen, da das betreffende Meeresgebiet um 1825 noch absolut unbekannt war und somit Längenversetzungen, das heißt aufgrund unzureichender Methoden der Längenbestimmung zustande gekommene fehlerhafte Positionen der Bouvetinsel, für weitere Inseln gehalten wurden.